# 자바워키즈
자바워키즈(JabbaWockeez)는 미국 MTV에서 방영한 아메리칸 베스트 댄스 크루(ABDC) 시즌 1에서 우승한 댄스 크루이다. 하얀 가면과 하얀 장갑을 이용한 퍼포먼스로 유명하며 미국 네바다주 라스베가스에서 활동하고 있다.

## 역사
필(Phil Tayag), 케빈(Kevin Brewer), 조(Joe Larot)는 캘리포니아주 새크라멘토에서 흰색 가면과 장갑을 착용하고 "Three Musky"라는 댄스 크루로 활동했고 개리와 랜디는 샌프란시스코에서 "MindTricks"이라는 댄스 크루에서 활동했다. "MindTricks"과 "Three Muskee"는 서로 친하게 지냈으며 후에 필과 케빈, 조는 샌디에고 지역으로 이동했다.
2003년, 캘리포니아주 샌디에고로 이동한 그들은 새로운 댄스 크루를 결성하고 Lewis Caroll의 작품 중 'Jabberwocky'에서 영감을 받아 "자바워키즈(JabbaWockeez)"라는 이름을 사용한다. 필, 케빈 및 조가 "Three Musky"에서 공연할 때 사용했던 그들의 하얀색 마스크와 하얀 장갑이 자바워키즈의 공연 의상이 되었다. 그리고 개리를 통해 비보이로 활동하던 라이넌, 크리스가 자바워키즈에 합류한다. 자바워키즈는 2004년 7명의 멤버로 시작했는데 구성원은 개리, 필, 조, 랜디, 케빈, 라이넌, 크리스로 이들이 자바워키즈의 원년멤버이다.

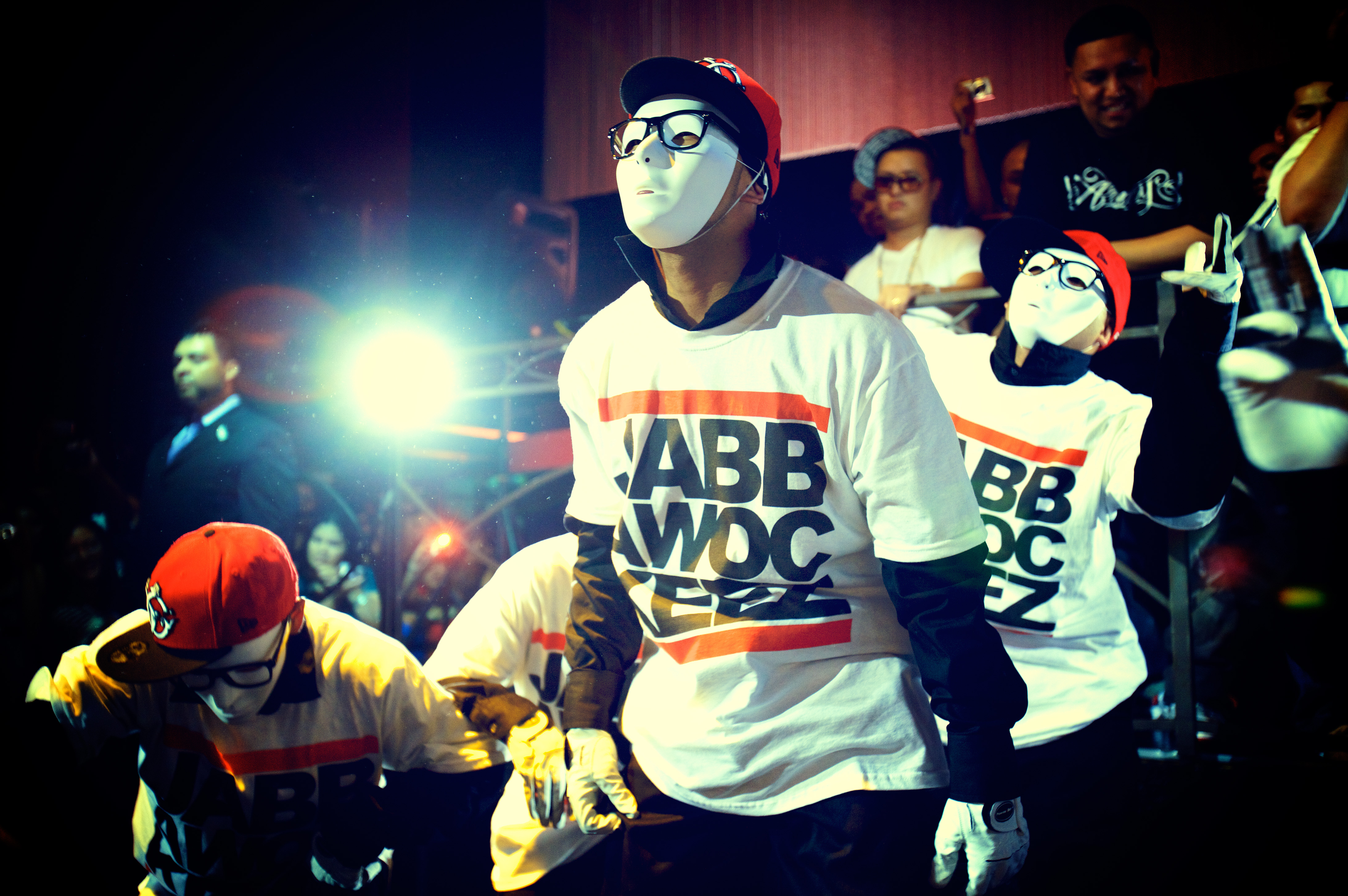
Jabbawockeez

자바워키즈는 추가로 크루 멤버를 뽑았는데 제프(Jeff Nguyen)는 2004년에 합류했고 카바 모던에서 활동하던 벤(Ben Chung)과 비보이로 활동하던 Eddie "Eddiestyles" Gutierrez와 Saso "Saso Fresh" Jimenez도 데려와 총 11명이 되었다. 이들은 무표정인 가면과 팝핀, 비보잉, 'Beat-Kune-do'라는 퍼포먼스로 자바워키즈만의 독특한 스타일로 활동한다. 2007년 자바워키즈는 9명으로 아메리카 갓 탤런트 시즌 2에 출연했으나 탈락하지만 2008년 자바워키즈는 오디션을 거쳐 6명의 멤버로 아메리카 베스트 댄스 크루에 도전할 수 있게 되었으며 우승을 차지했다.
그 후 ABDC 시즌 2 우승자 슈퍼 크루(Super Cr3w)와 같이 슈퍼워키즈(SuperWokeez)라는 이름으로 활동하기도 했으며 라스베가스에서 자신들의 이름으로 쇼를 개최, 자바워키즈를 하나의 브랜드로써 만들었다.
2014년 10월 벤 정(B-Tek)이 LA로 돌아가고자 멤버들과 상의하여 자바워키즈를 떠났으며 LA에서 마이크 송이 활동하는 킨자즈(Kinjaz)에 합류했다. 그리고 2016년 토니(Tony Tran)도 자바를 떠나 킨자즈에 합류했다. 킨자즈에 자바워키즈였던 멤버가 두 명이 있어서일까? 이 때문에 자바워키즈 팬들과 킨자즈 팬들 간에 라이벌 의식이 있는 듯 하다.
2017년 NBC World of Dance에 참가했다.다.https://www.youtube.com/watch?v=ev1IG8Auiwk

### 아메리카 베스트 댄스 크루(America's Best Dance Crew)
자바워키즈는 ABDC에서 오디션에 참가할 수 있는 구성원을 7명으로 제한하자 아메리카 베스트 댄스 크루 시즌 1에 Gary Kendell, Phil Tayag, Kevin Brewer, Joe Larot, Rynan Paguio, Chris Gatdula 및 Phi Nguyen로 구성된 7명으로 오디션을 보았다. 하지만 그 해 개리(Gray)가 불의의 사고로 사망하고 조 (Joe)가 오디션 라운드 중 무릎 부상을 입고 만다. 자바워키즈는 부상을 입은 조를 대신해 벤 정 (B-Tek)을 ABDC에 합류시키고 개리의 자리는 비워 6명이 참가, ABDC에서 우승을 차지한다.

### ABDC 공연
```
▷ 
ABDC Audition

▷ ABDC 위크 1 - "
Apologize
"
▷ ABDC 위크 2 - "
Ice Box
"
▷ ABDC 위크 3 - "
Lean Wit It Rock Wit It
"
▷ ABDC 위크 4 - "
Ayo Technology
"
▷ ABDC 위크 5 - "
Michael Jakson - P.Y.T
"
▷ ABDC 위크 6 - "
All that jazz
"
▷ ABDC 위크 7 - "
Funky Town
" , "
Red Pill
"
▷ ABDC 위크 8 - "
The Finale
"
```

이 외에 ABDC시즌 7에서 Robot Remains, Devastating Stereo 등 특별 공연을 선보였다.

## 구성원
- Kevin "KB" Brewer
- Joe "Punkee" Larot
- Rynan "Kid Rainen" Paguio
- Jeff "Phi" Nguyen
- Phil "Swagger Boy" Tayag

## TRYBE 구성원
- Gavin Pecson- The Art of Techque

- JuJu Beatz - The Art of Techque
- Austin Gutierrez
- TJ TrueJustice Lewis

## 과거 구성원
- Gary "Gee" Kendall (사망)
- Ben "B-Tek" Chung - 한국계. 2014년 10월 자바워키즈를 떠나 LA로 돌아가 킨자즈(KinjaZ)에 합류했다.
- Chris "Cristyle" Gatdula
- Eddie "Eddie Styles" Gutierrez
- Saso "King Saso" Jimenez
- Randy "DJ Wish One" Bernal
- Tony "Transfomer" Tran - 2016년 자바워키즈를 떠나 킨자즈에 합류한다.